# Antăș, Cluj
Antăș (în maghiară Antos) este un sat în comuna Bobâlna din județul Cluj, Transilvania, România. La recensământul din 2002 avea o populație de 55 locuitori. Biserică de lemn din secolul al XIX-lea.

## Legături externe
Materiale media legate de Antăș la Wikimedia Commons